# ماساهيرو كاوامورا
ماساهيرو كاوامورا (باليابانية: 川村昌弘) هو لاعب غولف ياباني، ولد في 25 يونيو 1993 في ميه في اليابان.

## وصلات خارجية
- ماساهيرو كاوامورا على موقع رابطة اليابان للاعبي الغولف المحترفين (الإنجليزية)
- ماساهيرو كاوامورا على موقع التصنيف العالمي الرسمي للغولف (الإنجليزية)